# بول إنغل
بول إنغل (بالإنجليزية: Paul Ingle)‏ (مواليد 22 يونيو 1972) هو ملاكم من المملكة المتحدة، مثّل بلاده في الألعاب الأولمبية الصيفية 1992.

## روابط خارجية
بول إنغل على موقع بوكس ريك (الإنجليزية) (registration required)
- بول إنغل على موقع اللجنة الأولمبية الدولية (الإنجليزية)
- بول إنغل على موقع أوليمبيديا (الإنجليزية)